# Ute Freund
Ute Freund (* 1965 in Beuel) ist eine deutsche Kamerafrau.

## Leben
Ute Freund studierte von 1986 bis 1990 Kunstgeschichte und Filmwissenschaft in Berlin. Anschließend absolvierte sie ein Filmstudium (Kamera/Bildgestaltung) an der Universität Hamburg, heute Hamburg Media School. Ihr Diplomfilm Der Ausreißer (Regie: Ulrike Grote) erhielt 2005 den Studentenoscar. 2006 wurde sie als Teilnehmerin für das Kodak Emerging Filmmakers Program in Cannes ausgewählt. 2007 erhielt sie den Dortmunder Preis für Bildgestalterinnen für den Spielfilm Du hast gesagt, dass du mich liebst (Regie: Rudolf Thome). 2009 war sie zusammen mit Bella Halben und Sophie Maintigneux Jurymitglied für den Dortmunder Kamerapreis. Seit 2010 lehrt sie an der FilmArche e.V. und der UDK, Institut für Zeitbasierte Medien in Berlin. 2011 bekam sie beim Independent Filmfestival in Kairo den Preis Best Cinematography für Beit Sha’ar – Nomad’s Home.

## Filmografie (Auswahl)
- 2004: Der Ausreißer
- 2005: Du hast gesagt, dass du mich liebst
- 2006: Rauchzeichen
- 2006: Der lange Weg ans Licht
- 2008: Was wenn der Tod uns scheidet?
- 2009: Pink
- 2009: The Invisible Frame
- 2010: Beit Sha’ar – Nomad’s Home
- 2010: Das rote Zimmer
- 2012: Strauß.ok
- 2015: Hello, I am David – Eine Reise mit David Helfgott
- 2016: Das grüne Gold
- 2019: Aether
- 2019: Spuren – Die Opfer des NSU
- 2021: Köy
- 2024: Die Möllner Briefe
- 2025: Bernd – Operation Germanenkind